# Coppa del Mondo di biathlon 1988
La Coppa del Mondo di biathlon 1988 fu l'undicesima edizione della manifestazione organizzata dall'Unione Internazionale del Pentathlon Moderno e Biathlon; ebbe inizio il 17 dicembre 1987 a Hochfilzen, in Austria, e si concluse il 19 marzo 1988 a Jyväskylä, in Finlandia.
In campo maschile furono disputate 12 gare individuali in 6 diverse località; nel corso della stagione si tennero a Calgary i XV Giochi olimpici invernali, validi anche ai fini della Coppa del Mondo, il cui calendario non contemplò dunque interruzioni. Il tedesco occidentale Fritz Fischer si aggiudicò la coppa di cristallo, il trofeo assegnato al vincitore della classifica generale. Non vennero stilate classifiche di specialità; Frank-Peter Roetsch era il detentore uscente della Coppa generale.
In campo femminile furono disputate 12 gare individuali in 6 diverse località; nel corso della stagione si tennero a Chamonix i Campionati mondiali di biathlon 1988, validi anche ai fini della Coppa del Mondo, il cui calendario non contemplò dunque interruzioni. La norvegese Anne Elvebakk si aggiudicò la coppa di cristallo. Non vennero stilate classifiche di specialità; Eva Korpela era la detentrice uscente della Coppa generale.

## Uomini

### Risultati
| Data                         | Località          | Nazione        | Spec. | Primo               | Secondo           | Terzo            |
| ---------------------------- | ----------------- | -------------- | ----- | ------------------- | ----------------- | ---------------- |
| 17 dicembre 1987             | Hochfilzen        | Austria        | IN    | Fritz Fischer       | Aljaksandr Papoŭ  | Johann Passler   |
| 21 gennaio 1988              | Anterselva        | Italia         | SP    | Frank-Peter Roetsch | Eirik Kvalfoss    | Andreas Zingerle |
| 23 gennaio 1988              | Anterselva        | Italia         | IN    | Johann Passler      | Fritz Fischer     | Hervé Flandin    |
| 28 gennaio 1988              | Ruhpolding        | Germania Ovest | IN    | Ernst Reiter        | Andreas Zingerle  | Jan Matouš       |
| 30 gennaio 1988              | Ruhpolding        | Germania Ovest | SP    | Stefan Höck         | Johann Passler    | Peter Angerer    |
| XV Giochi olimpici invernali |                   |                |       |                     |                   |                  |
| 20 febbraio 1988             | Calgary           | Canada         | IN    | Frank-Peter Roetsch | Valerij Medvedcev | Johann Passler   |
| 23 febbraio 1988             | Calgary           | Canada         | SP    | Frank-Peter Roetsch | Valerij Medvedcev | Sergej Čepikov   |
| 11 marzo 1988                | Oslo Holmenkollen | Norvegia       | IN    | Gisle Fenne         | Sergej Antonov    | Andreas Zingerle |
| 12 marzo 1988                | Oslo Holmenkollen | Norvegia       | SP    | Frank-Peter Roetsch | Peter Angerer     | Geir Einang      |
| 15 marzo 1988                | Keuruu            | Finlandia      | SP    | Eirik Kvalfoss      | Vladimir Dračev   | Fritz Fischer    |
| 18 marzo 1988                | Jyväskylä         | Finlandia      | IN    | Eirik Kvalfoss      | Sergej Antonov    | Alfred Eder      |
| 19 marzo 1988                | Jyväskylä         | Finlandia      | SP    | Franz Schuler       | Eirik Kvalfoss    | Alfred Eder      |

Legenda:

IN = individuale

SP = sprint

### Classifiche

#### Generale
| Pos. | Nome             | Nazione        | Punti |
| ---- | ---------------- | -------------- | ----- |
| 1    | Fritz Fischer    | Germania Ovest | 171   |
| 2    | Eirik Kvalfoss   | Norvegia       | 167   |
| 3    | Johann Passler   | Italia         | 160   |
| 4    | Peter Angerer    | Germania Ovest | 151   |
| 5    | Andreas Zingerle | Italia         | 148   |

## Donne

### Risultati
| Data                                 | Località          | Nazione        | Spec. | Prima            | Seconda           | Terza             |
| ------------------------------------ | ----------------- | -------------- | ----- | ---------------- | ----------------- | ----------------- |
| 17 dicembre 1987                     | Hochfilzen        | Austria        | IN    | Anne Elvebakk    | Eva Korpela       | Siri Grundnes     |
| 19 dicembre 1987                     | Hochfilzen        | Austria        | SP    | Synnøve Thoresen | Nadežda Aleksieva | Tuija Vuoksiala   |
| 21 gennaio 1988                      | Anterselva        | Italia         | SP    | Elin Kristiansen | Nadežda Aleksieva | Marie-Pierre Baby |
| 23 gennaio 1988                      | Anterselva        | Italia         | IN    | Iva Karagiozova  | Anne Elvebakk     | Martina Stede     |
| 28 gennaio 1988                      | Ruhpolding        | Germania Ovest | IN    | Iva Karagiozova  | Petra Behle       | Inga Kesper       |
| 30 gennaio 1988                      | Ruhpolding        | Germania Ovest | SP    | Cvetana Krăsteva | Petra Behle       | Marija Manolova   |
| Campionati mondiali di biathlon 1988 |                   |                |       |                  |                   |                   |
| 29 febbraio 1988                     | Chamonix          | Francia        | IN    | Anne Elvebakk    | Elin Kristiansen  | Venera Černyšova  |
| 3 marzo 1988                         | Chamonix          | Francia        | SP    | Petra Behle      | Eva Korpela       | Anne Elvebakk     |
| 11 marzo 1988                        | Oslo Holmenkollen | Norvegia       | IN    | Elin Kristiansen | Nadežda Aleksieva | Helga Øvsthus     |
| 13 marzo 1988                        | Oslo Holmenkollen | Norvegia       | SP    | Mona Bollerud    | Anne Elvebakk     | Elin Kristiansen  |
| 18 marzo 1988                        | Jyväskylä         | Finlandia      | IN    | Marija Manolova  | Anne Elvebakk     | Elin Kristiansen  |
| 19 marzo 1988                        | Jyväskylä         | Finlandia      | SP    | Helga Øvsthus    | Cvetana Krăsteva  | Marija Manolova   |

Legenda:

IN = individuale

SP = sprint

### Classifiche

#### Generale
| Pos. | Nome              | Nazione        | Punti |
| ---- | ----------------- | -------------- | ----- |
| 1    | Anne Elvebakk     | Norvegia       | 202   |
| 2    | Elin Kristiansen  | Norvegia       | 188   |
| 3    | Nadežda Aleksieva | Bulgaria       | 178   |
| 4    | Petra Behle       | Germania Ovest | 174   |
| 5    | Iva Škodreva      | Bulgaria       | 170   |